# Uni-Riesen Leipzig
Die Uni-Riesen Leipzig sind eine Basketballmannschaft in Leipzig, die dem Universitätssport-Club Leipzig e. V. angehört. Von 2008 bis 2017 waren die Riesen in einer Betreibergesellschaft organisiert. In Anlehnung an ein im USC-Logo enthaltenes Wahrzeichen der Stadt nennen sich die USC-Basketballer „Uni-Riesen Leipzig“. Im Spieljahr 2012/13 nahm die Mannschaft an der zweithöchsten deutschen Liga, der 2. Bundesliga ProA teil.

## Geschichte

### Anfänge
Der USC Leipzig e. V. wurde am 6. Mai 1949 als Hochschulsportgemeinschaft der Leipziger Universität gegründet. Basketball gehörte von Beginn an zum Profil des viele Jahre unter dem Namen „HSG KMU Leipzig“ agierenden Vereins. Die Aufnahme zahlreicher Sportler aus dem aufgelösten Leistungszentrum des ASV Leipzig (DDR-Serienmeister, Europapokal-Teilnehmer) brachte der Basketballabteilung des Universitätssportclubs nach 1970 einen enormen sportlichen Aufschwung. Dieser dokumentierte sich in zahlreichen DDR-Meister-Titeln und Pokalsiegen. Mehrere Nationalspieler aus dieser Ära sind noch heute bestens bekannt: Hermann Hinzer, Wolfgang Jahn und ihr Trainer Herbert Lori. Auf Grund der Entscheidung der DDR-Führung, Basketball, wie auch viele andere Sportarten, nicht mehr zu fördern, wurde die leistungsorientierte Nachwuchsentwicklung vor allem in den 1980er Jahren immer schwieriger. Es entstand eine Lücke, die den Neuanfang nach 1989 entscheidend behindern sollte.

### 1990er Jahre
Zwischen 1992 und 1996 startete zwar eine junge Mannschaft des seit dem 6. Juni 1990 USC Leipzig e. V. genannten Vereins in der Oberliga Sachsen/Thüringen, doch nach dem Weggang wichtiger Leistungsträger wurden der Rückzug aus dem höherklassigen Spielbetrieb und ein Generationswechsel unabdingbar. Durch das persönliche Engagement von Studenten u. a. der sportwissenschaftlichen Fakultät kam seit 1997 neuer Schwung in die Abteilung Basketball des USC Leipzig. Unter dem aus Bremerhaven stammenden Spielertrainer Malte Scheper wurde wieder leistungsorientiert gearbeitet. Spieler wie Welf Hamer und Jugend-Nationalspieler Volker Lindemeier setzten die Akzente. Gleichzeitig erfolgte die Gründung neuer Jugendmannschaften, die sehr bald erfolgreich auf Landesebene spielten. Nach längerer Durststrecke setzte 1997 ein sportlicher Aufschwung ein.

### 2000er Jahre
Ab 2000 erhielt der USC Leipzig e. V. mehrfach die Auszeichnung „Basketball Talentstützpunkt des Jahres – männlicher Bereich“. In der Saison 2007/08 schaffte die Mannschaft unter der Führung des US-Amerikaners Duez Henderson als Spielertrainer den Aufstieg von der zweiten in die erste Regionalliga. Im Sommer 2008 wurde die LBM Leipziger Basketball Marketing GmbH gegründet, die den Spielbetrieb vom Hauptverein übernahm. Der Grieche Dimitris Polychroniadis wurde für das Amt des Cheftrainers eingestellt. Er führte die Mannschaft in seiner ersten Saison als Aufsteiger auf den dritten Tabellenrang in der ersten Regionalliga.

### 2010er Jahre
Unter Leitung von Polychroniadis folgte 2010 als Vizemeister der 1. Regionalliga Süd-Ost der Aufstieg von der Regionalliga in die 2. Bundesliga ProB. Überragender Mann auf dem Spielfeld war in der Aufstiegssaison der US-Amerikaner Monyea Pratt. Pratt war auch entscheidend daran beteiligt, dass die Uni-Riesen in ihrer ersten ProB-Saison (2010/11) die Playoff-Runde erreichten. In der Spielzeit 2011/2012 gingen die Uni-Riesen in der ProB Süd an den Start und erreichten das Playoff-Viertelfinale. Nach dem Saisonende ging der Verein und Trainer Polychroniadis getrennte Wege.
Im März 2012 sorgten die Leipziger durch die Bekanntgabe ehrgeiziger Ziele für Schlagzeilen: „Millionen-Pläne mit Uni-Riesen“, titelte Bild am 5. März 2012 und schrieb im zugehörigen Artikel: „In der Euroleague und um die Deutsche Meisterschaft spielen – in vier Jahren soll Leipzigs Basketball in neuen Dimensionen schweben.“ Für die Umsetzung sollte unter anderem der Litauer Jonas Vainauskas sorgen, der zuvor für den Spitzenklub Lietuvos Rytas in seiner Heimat arbeitete. Nachdem aufgrund von Rückzügen und Wildcards für die Saison 2012/2013 ein weiterer Verein für die ProA gesucht wurde, bewarben sich die Uni-Riesen auf diesen Platz und erhielten von der Liga schließlich das Startrecht. Somit startete die Mannschaft zur Saison 2012/2013 in der ProA, also der zweithöchsten Liga. In der ProA fand die Mannschaft ihre Form erst spät in der Saison, legte aber nach dem Ausscheiden des slowakischen Cheftrainers Ivan Vojtko Ende Januar 2013 unter der Leitung des bisherigen Assistenztrainers Martin Scholz mit fünf Siegen in Folge eine Erfolgsserie hin. Letztlich entkam man aber mit acht Siegen und 22 Niederlagen dem letzten Tabellenplatz nicht mehr. Damit stand am Saisonende der sportliche Abstieg in die ProB fest.
Für die Saison 2013/14 wurde Martin Scholz als Cheftrainer gewonnen. Die Mannschaft erreichte zum Ende der Hauptrunde Tabellenplatz drei und startete mit Heimrecht in die Play-offs. Dort schied man im Viertelfinale gegen den SC Rist Wedel aus.
Die Saison 2014/15 brachte ein ähnliches Ergebnis hervor. Unter der Leitung des US-amerikanischen Trainers Ty Shaw (übernahm im Januar 2015 das Amt des aus beruflichen Gründen kurzertretenden Scholz) trafen die Uni-Riesen im Playoff-Viertelfinale wieder auf die Norddeutschen, wieder gewann der SC Rist.
Im Juni 2015 trennte sich der Verein von Trainer Shaw, sein bisheriger Assistent Tuna Isler wurde sein Nachfolger. Vom einst gesteckten Ziel, bis 2016 in die 2. Bundesliga ProA aufzusteigen, nahmen die Uni-Riesen Abstand. In der folgenden Saison 2015/16 gelang abermals die Qualifikation für die Meisterrunde in der 2. Bundesliga ProB, diesmal ereilte die Leipziger in der ersten Runde gegen die Iserlohn Kangaroos das Saisonaus.
Thomas Krzywinski, der zuvor unter anderem bei den Dresden Titans gearbeitet hatte, wurde im Mai 2016 Nachfolger Islers. Aus gesundheitlichen Gründen trat Krzywinski im Oktober 2016 von seinem Amt zurück, der Finne Anton Mirolybov (früher u. a. Trainer beim Mitteldeutschen BC, beim UBC Hannover und den Hertener Löwen) wurde als neuer Mann an der Seitenlinie verpflichtet. Die Uni-Riesen verpassten in der Saison 2016/17 die Playoff-Teilnahme und mussten in die ProB-Abstiegsrunde. Der Kampf um den Klassenerhalt verschärfte sich zusätzlich, als die Mannschaft am 31. März 2017 zwei Punkte abgezogen bekam, da Zahlungen an die Liga nicht fristgerecht getätigt wurden. Am Ende der Saison stand der Abstieg in die Regionalliga, allerdings wurde das Teilnahmerecht in der 1. Regionalliga nicht wahrgenommen, sodass die Mannschaft unter dem Namen USC Leipzig der 2. Regionalliga zugeordnet wurde. Der Spielbetrieb ging von der Betreibergesellschaft zurück zum Hauptverein.

### 2020er Jahre
2023 kam der US-Amerikaner Darren Stackhouse als Trainer nach Leipzig. Unter dessen Leitung gewann die Mannschaft 2024 den Hauptrundenmeistertitel in der 2. Regionalliga. In der Saison 2024/25 gelang der Klassenerhalt in der 1. Regionalliga.

## Erfolge
- 1971, 1973, 1975, 1976, 1977 DDR-Meister
- 2001, 2004, 2006, 2008, 2009 Sachsenpokal
- 2010 Aufstieg in die 2. Bundesliga ProB
- 2012 Aufstieg per Wildcard in die 2. Bundesliga ProA

## Heimspielstätte

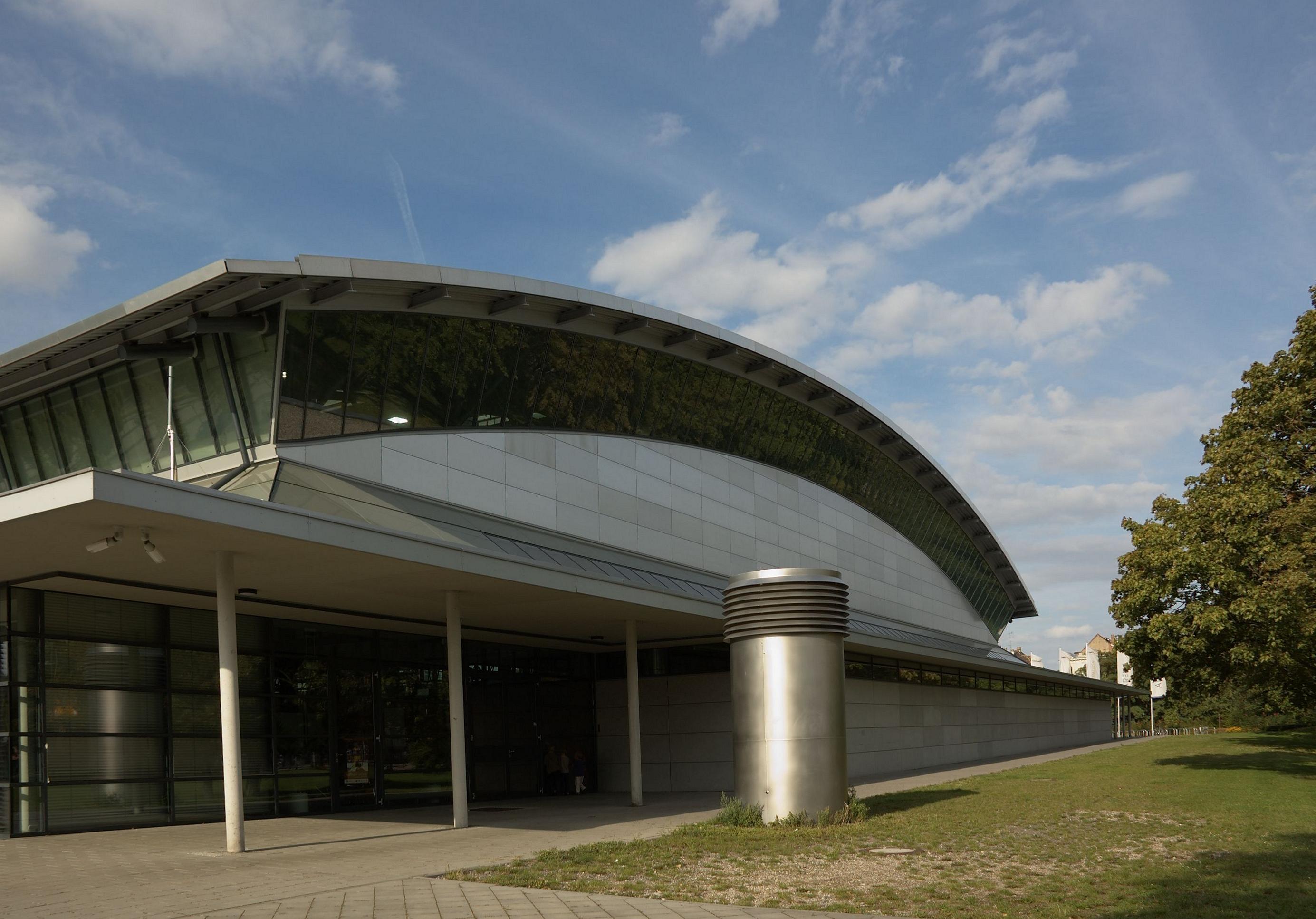
Arena Leipzig, Spielstätte ab der Saison 2011/2012 bis 2015

Die Uni-Riesen absolvieren ihre Heimspiele in der Sporthalle Brüderstraße (1016 Zuschauer). Die Umbauarbeiten an dem Gebäude wurden im Frühjahr 2016 abgeschlossen. In der Übergangsphase wurde in der Ballsporthalle der Arena Leipzig (Fassungsvermögen: 500 Zuschauer) gespielt. In der Brüderstraße hatten die Leipziger ihre Heimspiele bereits vor 2007 ausgetragen.
Bis 2015 war die Arena Leipzig die Heimhalle der Uni-Riesen Leipzig in der ProB, zudem war die Betreibergesellschaft einer der Sponsoren der Mannschaft.
Die Arena Leipzig ist eine Multifunktionshalle für Sportwettkämpfe, Konzerte, Großveranstaltungen und Kongresse. Die Uni-Riesen nutzten ab der Saison 2011/2012 eine Kapazität von 1200 bis 1800 Sitzplätzen. Die Arena liegt im Sportforum Leipzig westlich der Leipziger Innenstadt und wurde am 11. Mai 2002 nach zweijähriger Bauzeit in Anwesenheit des damaligen Bundesinnenministers Otto Schily eröffnet. Die Haupthalle besitzt eine flexible und leicht zu variierende Ausstattung. Dazu zählen auch die bestuhlten Mobiltribünen. Die Halle unweit des Zentralstadions bietet Konzerten Platz für bis zu 12.000 Zuschauer (unbestuhlt). Sportveranstaltungen können vor bis zu 8000 Zuschauer ausgetragen werden (bestuhlt). Damit ist die Arena Leipzig die größte Veranstaltungshalle der Stadt.

## Kader
| Spieler | Spieler     | Spieler                     | Spieler | Spieler | Spieler | Spieler                         |
| Nr.     | Nat.        | Name                        | Geburt  | Größe   | Info    | Letzter Verein                  |
| ------- | ----------- | --------------------------- | ------- | ------- | ------- | ------------------------------- |
| 2       | Deutschland | Ben Shibru                  | 1997    | 1,92 m  | SG/SF   | USC Leipzig/Niners Academy NBBL |
| 4       | Deutschland | Tony Matthes                | 1996    | 1,77 m  | PG      | Niners Academy NBBL             |
| 5       | Deutschland | Daniel Pollrich             | 1993    | 1,73 m  | PG      | USV Halle Rhinos                |
| 6       | Deutschland | Tim Schmiedel               | 2001    | 1,87 m  | SG/PG   | USC Leipzig                     |
| 7       | Deutschland | Jan Grimmer                 | 1990    | 1,87 m  | SF/PF   | USC Leipzig                     |
| 8       | Deutschland | Felix Klenke                | 1991    | 1,94 m  | SF      | USC Leipzig                     |
| 9       | Deutschland | Kilian Bartsch              | 1987    | 1,90 m  | SG      | USC Leipzig                     |
| 10      | Deutschland | Leon Konopka                | 1994    | 1,96 m  | PF      | BBT Göttingen                   |
| 11      | Deutschland | Sven Papenfuß               | 2000    | 2,02 m  | SF      | USC leipzig                     |
| 12      | Deutschland | Franz Leonhardt             | 1997    | 1,92 m  | PF/SF   | Niners Academy NBBL             |
| 13      | Deutschland | Moritz Vyhnal               | 1996    | 1,90 m  | PF/C    | BBVL Leipzig                    |
| 14      | Deutschland | Stefan Dziuballe            | 1990    | 1,77 m  | PG      | Automation Leipzig              |
| 15      | Deutschland | Lorenz Hildebrandt          | 1992    | 2,02 m  | PF      | ASC Göttingen                   |
| 19      | Deutschland | Robert Kaiser               | 1995    | 2,08 m  | C       | USV Halle Rhinos                |
| 20      | Deutschland | Konstantin Sigal            | 1996    | 1,90 m  | SF/PF   | Niners Academy NBBL             |
| 21      | Deutschland | Miguel Angél Lopez-Barcelay | 1986    | 2,02 m  | C       | USC Leipzig                     |

| Trainer     | Trainer          | Trainer                  |
| Nat.        | Name             | Position                 |
| ----------- | ---------------- | ------------------------ |
| Deutschland | Jens Dietze      | Head-Coach               |
| Deutschland | Konstantin Sigal | Assistant-Coach          |
| Deutschland | Mark Hoffmann    | Geschäftsführer Finanzen |
| Deutschland | Werner Scholz    | Geschäftsführer Sport    |

| Legende                  | Legende   |
| Abk.                     | Bedeutung |
| ------------------------ | --------- |
| Quellen                  |           |
| Teamhomepage             |           |
| Ligahomepage             |           |
| Stand: 1. September 2014 |           |

| Legende                  | Legende   |
| Abk.                     | Bedeutung |
| ------------------------ | --------- |
| Quellen                  |           |
| Teamhomepage             |           |
| Ligahomepage             |           |
| Stand: 1. September 2014 |           |

 Wechsel 2015/16 
Zugänge: Julian Scott, Sascha Leutloff (Science City Jena), Brandon Shingles, Ruben Wöllert (BBC Bayreuth), Robert Kaiser (BSW Sixers)
Abgänge: Marian Schick (Licher BasketBären), Jorge Schmidt, Khalil Kelley, Chris Flores, Jörn Wessels, Falko Theilig, Marek Krajewski (BG Karlsruhe)

## Trainer (seit 2007)
| Amtszeit        | Name                            |
| --------------- | ------------------------------- |
| 2007–2008       | Duez Henderson (Spielertrainer) |
| 2008–2012       | Dimitris Polychroniadis         |
| 2012–01/2013    | Ivan Vojtko                     |
| 01/2013–01/2015 | Martin Scholz                   |
| 01/2015–2015    | Ty Shaw                         |
| 2015–2016       | Tuna Isler                      |
| 2016–10/2016    | Thomas Krzywinski               |
| 10/2016–2017    | Anton Mirolybov                 |
| 2017–2018       | Konstantin Sigal                |
| 2018–2023       | Jens Dietze                     |
| seit 2023       | Darren Stackhouse               |

## Bedeutsame ehemalige Spieler
- Duez Henderson (2006–2008; Spielertrainer der Aufstiegssaison 2007/08)
- Kai-Uwe Kranz (2010–2013)
- Lamar Morinia (2008/09, 2010–2012; bester Leipziger Korbschütze in den Spielzeiten 2008/09, 2010/11, 2011/12)
- Monyea Pratt (2009–2012; bester Leipziger Korbschütze in der Aufstiegssaison 2009/10)
- Ralph Schirmer (2010–2012)
- Jorge Schmidt (2013–2015)
- Martin Scholz (bis 2012)
- Andre Spalke (bis 2007; 2010–2016)